# Alison Moyet
Geneviève Alison Jane Moyet (ur. 18 czerwca 1961 w Billericay) – angielska wokalistka i autorka tekstów.

## Życiorys
Karierę rozpoczęła w duecie Yazoo, który tworzyła razem z Vincentem Clarkiem, współzałożycielem synthpopowej grupy Depeche Mode. W 1983 opuściła duet i rozpoczęła karierę solową. Artystka nagrała siedem albumów studyjnych i cztery kompilacje. Największy sukces odniosła piosenka Is This Love? z 1986 roku.
W 1991 wystąpiła z krótkim recitalem podczas festiwalu w Sopocie. 16 lipca 2009 w Olsztynie odbył się jej pierwszy koncert w Polsce.

## Dyskografia
- 1984 Alf
- 1987 Raindancing
- 1991 Hoodoo
- 1994 Essex
- 1995 Singles
- 1996 Singles/Live
- 2000 Best of The Best – Gold
- 2001 The Essential Alison Moyet
- 2002 Hometime
- 2004 Voice
- 2007 The Turn
- 2013 The Minutes
- 2017 Other